# Langekare
Langekare är ett mindre skär i västra Estland. Den ligger i Pühalepa kommun i Hiiumaa (Dagö) (Dagö län), 120 km sydväst om huvudstaden Tallinn. Öns högsta plats är belägen tre meter ovan vattenytan.